# Puziniewicze
Puziniewicze (ros. Пузиневичи) – była osada (wcześniej folwark) w gminie Turzec (do 25 października 1930 w gminie Jeremicze) powiatu stołpeckiego województwa nowogródzkiego II Rzeczypospolitej.
W IX w. Puziniewicze albo Puzanowicze były dobrami Rajeckich, a później Umiastowskich, położonymi nad Niemnem w powiecie oszmiańskim guberni wileńskiej.
Według Pierwszego Powszechnego Spisu Ludności, przeprowadzonego w 1921, folwark zamieszkiwało 32 mężczyzn i 12 kobiet w 5 budynkach. 34 mieszkańców deklarowało narodowość polską, a 10 białoruską. 24 było wyznania rzymskokatolickiego, a 20 prawosławnego. Folwark położony był na północ od drogi łączącej wsie Ladki i Wielką Słobodę.
W majątku Puziniewicze urodził się Leon Dzierdziejewski (1894–1940), major kawalerii Wojska Polskiego.